# Imperial Age
Imperial Age ist eine russische Symphonic-Metal-Band, die 2012 in Moskau von Alexander „Aor“ Osipov und Jane „Corn“ Odintsova gegründet wurde. Internationale Bekanntheit erlangte sie durch zahlreiche Tourneen und die Zusammenarbeit mit Bands wie Therion und Arkona.

## Geschichte
Das erste Album mit dem Titel Turn the Sun Off! wurde am 22. Dezember 2012 veröffentlicht. Die Band bestand zu diesem Zeitpunkt aus Alexander Osipov (Gesang) und Jane Odintsova (Begleitgesang). Beteiligt an den Aufnahmen waren auch Musiker anderer russischer Bands wie Arkona und Epidemia. Das Album erhielt überwiegend positive Kritiken. 2013 absolvierte die Band eine Tournee als Headliner durch Russland sowie im Vorprogramm von Epica, Paradise Lost, Finntroll und Oomph!.
2014 reisten Alexander Osipov  und Jane Odintsova nach Tibet und produzierten dort ein Musikvideo zu dem Song Aryavarta. Im selben Jahr tourte die Band erneut durch Russland, sowohl als Headliner als auch im Vorprogramm von Tarja Turunen, The 69 Eyes, Tristania und Therion. Bei einem Auftritt in Sankt Petersburg wurde Christofer Johnsson von Therion auf Imperial Age aufmerksam. Beeindruckt von dem Live-Auftritt der Band bot er ihnen an, ihre zukünftigen Alben über sein Musiklabel zu veröffentlichen und im Vorprogramm von Therion bei einer Europa-Tournee aufzutreten.
Am 1. Januar 2016 veröffentlichte die Band eine EP mit dem Titel Warrior Race. Das Werk enthielt drei neue Songs, fünf neu aufgenommene Songs des ersten Albums sowie eine Coverversion des Therion-Songs To Mega Therion, über die sich Johnsson begeistert äußerte.  Auf Warrior Race trat Alexandra Sidorova als neue Sängerin in Erscheinung.
Im Januar und Februar 2016 folgte eine 21 Konzerte umfassende Europa-Tournee durch 13 Länder im Vorprogramm von Therion. Im Anschluss an die Tournee verließ Alexandra Sidorova die Band aus persönlichen Gründen und wurde durch die Sopranistin Anna „KiaRa“ Moiseeva ersetzt.
Im November 2016 folgte eine weitere Tournee durch 11 europäische Länder, dieses Mal als Vorgruppe von Orphaned Land. Am Ende der Tournee spielte die Band zwei Headliner-Konzerte in Manchester und Saragossa.
Das zweite Album The Legacy of Atlantis erschien am 1. Februar 2018. Es handelt sich um eine Metal-Oper mit verschiedenen Charakteren, die eine okkulte Geschichte über einen Zauberer aus Atlantis erzählen, der im mittelalterlichen Italien wiedergeboren wird. Jane Odintsova verzichtete auf das Keyboard und konzentrierte sich auf den Gesang; die Rolle des Cardinal Gregory übernahm Thomas Vikström (Therion). Ebenfalls an den Aufnahmen beteiligt waren Nalle Pahlsson und Christian Vidal (Therion) sowie der Kammerchor des Moskauer Konservatoriums. Das Mastering übernahm Sergei Lazar von der Band Arkona.
Nachdem mit Pavel Maryashin (Gitarre), Dmitry „Belf“ Safronov (Bass) und Max Talion (Schlagzeug) neue Bandmitglieder gefunden wurden, begab sich die Band von Januar bis April 2018 auf ihre bisher umfangreichste, mehr als 50 Konzerte umfassende Tournee durch Europa, wiederum mit Therion. Von dem Konzert in Breslau am 16. März 2018 erschien 2019 ein Live-Mitschnitt unter dem Titel Live In Wrocław.
Nach einer Russland-Tournee im November und Dezember 2018 folgte eine Europa-Tournee von Januar bis März 2019. Am 20. Dezember 2019 wurde das offizielle Musikvideo zu dem Song The Legacy of Atlantis veröffentlicht.
Am 20. März 2020 gab die Band auf ihrer offiziellen Facebook-Seite bekannt, dass eine für April 2020 geplante Tournee durch Großbritannien wegen der COVID-19-Pandemie auf September 2020 verlegt wurde. Zur Überbrückung der Wartezeit gab die Band am 25. April 2020 in Moskau ein 3-stündiges Konzert ohne Publikum, das von mehreren Internetportalen live übertragen wurde. Bei dem Auftritt spielte die Band auch zwei noch nicht veröffentlichte Songs. Das Konzert wurde aufgezeichnet und am 23. Oktober 2020 als DVD sowie als Doppel-CD mit dem Titel Live on Earth – The Online Lockdown Concert veröffentlicht.
Am 9. April 2021 wurde eine Coverversion des Powerwolf-Songs Demons Are a Girl’s Best Friend zusammen mit einem Musikvideo veröffentlicht. Ein weiteres Live-Streaming-Konzert gab die Band am 26. Dezember 2021 unter dem Titel Live New World – Worldwide Online Concert, erneut in Moskau. Vorgestellt wurden unter anderem die Songs des 3. Studioalbums New World, das für den 5. August 2022 angekündigt wurde.
Im Sommer 2022 verlegte die Band ihren Sitz in die Türkei. Zudem gab es mehrere Besetzungswechsel. Kublai Kapsalis ersetzte den bisherigen Gitarristen Pavel Maryashin, Manuele di Aascenzo den Schlagzeuger Max Talion. Die Veröffentlichung des Albums New World wurde auf den 27. August 2022 verschoben.

## Stil
Die Musik von Imperial Age ist dem Symphonic Metal zuzuordnen, enthält jedoch auch Elemente des Speed- und Power Metal. Die Band hält „die Texte für genauso wichtig wie die Musik. Es geht nicht um moderne Imperien, stattdessen geht es um die großen Zivilisationen, die derjenigen vorausgingen, in der wir jetzt leben.“

## Trivia
- Unter dem Namen „KiaRa“ veröffentlichte Sängerin Anna Moiseeva am 3. August 2020 ihr erstes Soloalbum mit dem Titel Storyteller.[23][24]

- Das offizielle Musikvideo zu dem Song The Legacy of Atlantis erreichte im Februar 2022 die Marke von drei Millionen Aufrufen auf dem Videoportal YouTube.

## Diskografie

### Alben
- 2012: Turn the Sun Off! (Studioalbum)
- 2016: Warrior Race (EP)
- 2018: The Legacy of Atlantis (Studioalbum)
- 2019: Live in Wrocław (Livealbum)
- 2020: Live on Earth – The Online Lockdown Concert (Livealbum)
- 2022: New World (Studioalbum)

### Musikvideos
(ohne Live-Videos)
- 2013: Anthem of Valour
- 2015: Aryavarta
- 2019: The Legacy of Atlantis
- 2021: Demons Are a Girl’s Best Friend (Powerwolf-Coverversion)
- 2022: The Way Is the Aim
- 2022: Legend of the Free
- 2023: Windborn

### Videoalben
- 2020: Live on Earth – The Online Lockdown Concert (Live-DVD)